# Долтън Гардънс
Долтън Гардънс (на английски: Dalton Gardens, звуков файл и буквени символи за произношение ) е град в окръг Кутни, щата Айдахо, САЩ. Долтън Гардънс е с население от 2278 жители (2000) и обща площ от 6,2 km². Намира се на 690 m надморска височина. ЗИП кодът му е 83815, а телефонният му код е 208.